# Azendorf

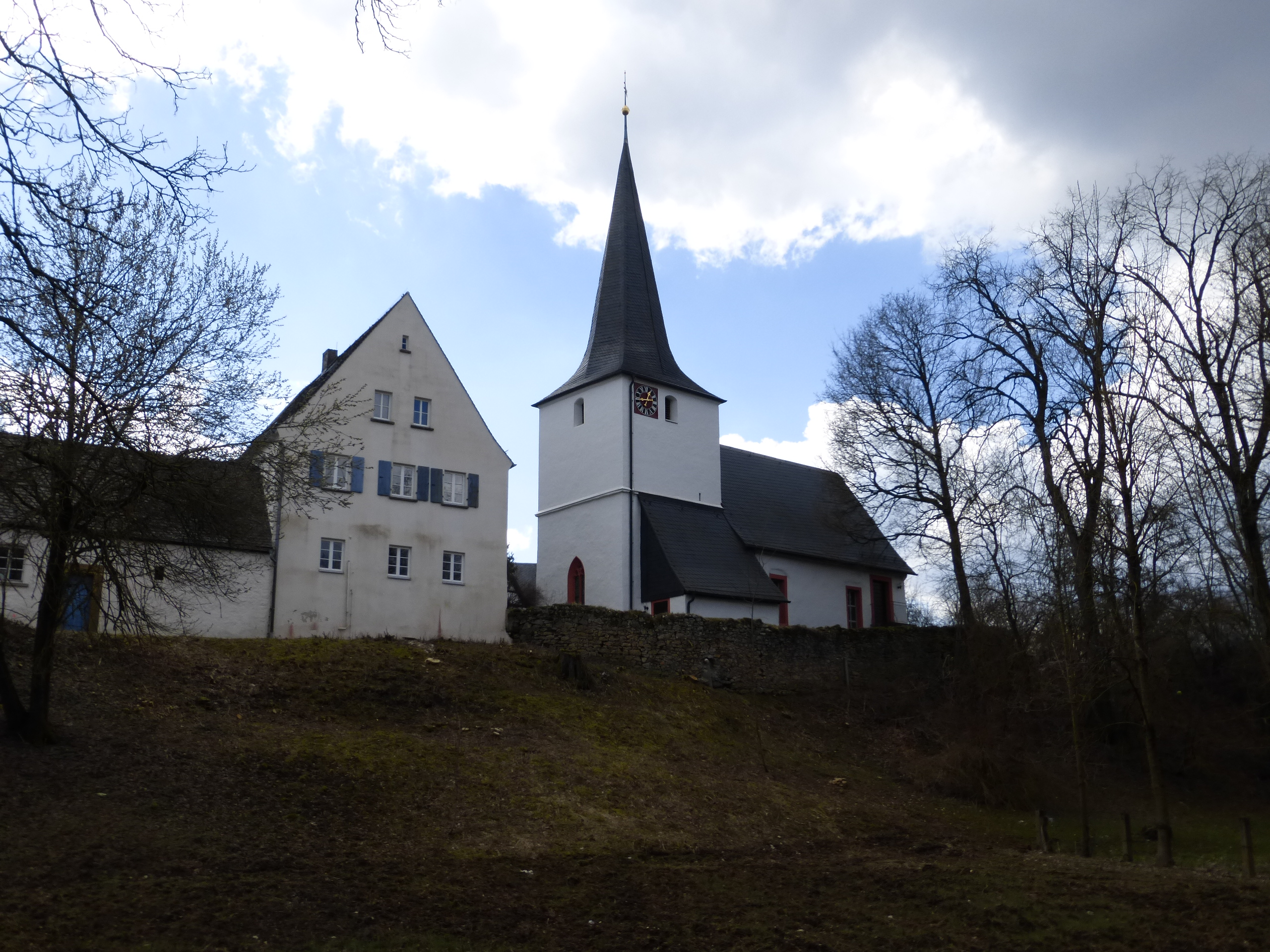
St.-Johannes-Kirche

Azendorf (bis 1885 offizielle Schreibweise Atzendorf, oberfränkisch: Adsn-doaf) ist ein Gemeindeteil des Marktes Kasendorf im Landkreis Kulmbach (Oberfranken, Bayern). Die Gemarkung Azendorf hat eine Fläche von 11,228 km². Sie ist in 1168 Flurstücke aufgeteilt, die eine durchschnittliche Flurstücksfläche von 9612,98 m² haben. In ihr liegen neben dem namensgebenden Ort die Gemeindeteile Neudorf und Reuth.

## Geographie
Das Pfarrdorf liegt auf einem Hochplateau der Nördlichen Frankenalb. Die Staatsstraße 2190 führt nach Kasendorf (3,5 km nordöstlich) bzw. nach Fesselsdorf (4,5 km südwestlich). Eine Gemeindeverbindungsstraße führt nach Schirradorf zur Staatsstraße 2189 (2,8 km südlich).

## Geschichte
1286 wurde ein „Friedrich von Atzendorf“ urkundlich erwähnt. Dies ist zugleich die erste urkundliche Erwähnung des Ortes. Das Bestimmungswort ist Azo, der Personenname des Siedlungsgründers.
Gegen Ende des 18. Jahrhunderts bestand Azendorf aus 26 Anwesen. Das Hochgericht übte das bayreuthische Vogteiamt Kasendorf aus. Die Dorf- und Gemeindeherrschaft hatte das Giech’sche Amt Thurnau. Grundherren waren das Amt Thurnau (13 Anwesen: 4 Höfe, 3 Drittelhöfe, 2 Gütlein, 1 Söldengut, 1 Sölde, 2 Häuser), das Rittergut Thurnau (4 Güter, 1 Gütlein), das Seniorat von Guttenberg-Guttenberg (1 Halbhof, 1 Haus), das Rittergut Aufseß (1 Tropfgütlein, 1 Tropfhaus), das St. Katharinen-Spital Bamberg (2 Gütlein), die Pfarrei Azendorf (1 Halbhof, 1 Gütlein). Außerdem gab es noch 1 Kirche, 1 Pfarrhaus, 1 Schulhaus und 1 Gemeindehirtenhaus.
Von 1797 bis 1810 unterstand der Ort dem Justiz- und Kammeramt Sanspareil. Mit dem Gemeindeedikt wurde Azendorf dem 1811 gebildeten Steuerdistrikt Kasendorf und der 1812 gebildeten gleichnamigen Ruralgemeinde zugewiesen. Mit dem Zweiten Gemeindeedikt (1818) entstand die Ruralgemeinde Azendorf, zu der Neudorf und Reuth gehörten. Sie war in Verwaltung und Gerichtsbarkeit dem Landgericht Hollfeld zugewiesen und in der Finanzverwaltung dem Rentamt Kulmbach. In der freiwilligen Gerichtsbarkeit gehörten einige Anwesen bis 1848 Patrimonialgerichten an, die aus den ehemaligen Rittergütern entstanden sind. 1852 wurde Azendorf an das Landgericht Thurnau und 1856 an das Rentamt Thurnau (1919 in Finanzamt Thurnau umbenannt) überwiesen. Ab 1862 gehörte Azendorf zum Bezirksamt Kulmbach (1939 in Landkreis Kulmbach umbenannt). Die Gerichtsbarkeit blieb beim Landgericht Thurnau (1879 in das Amtsgericht Thurnau umgewandelt), seit 1929 ist das Amtsgericht Kulmbach zuständig. Die Finanzverwaltung wurde 1929 vom Finanzamt Kulmbach übernommen. Die Gemeinde hatte eine Gebietsfläche von 11,231 km².
Am 1. Januar 1972 wurde Azendorf in den Markt Kasendorf eingemeindet.

### Baudenkmäler
- Evangelisch-lutherische Pfarrkirche St. Kilian mit Kirchhofmauer
- Haus Nr. 15: Pfarrhaus

### Einwohnerentwicklung
Gemeinde Azendorf
| Jahr      | 1818   | 1840  | 1852  | 1855  | 1861   | 1867   | 1871   | 1875   | 1880   | 1885   | 1890   | 1895  | 1900   | 1905  | 1910   | 1919  | 1925   | 1933  | 1939  | 1946  | 1950   | 1952  | 1961   | 1970   |
| Einwohner | 332    | 447   | 441   | 441   | 439    | 469    | 479    | 493    | 492    | 498    | 465    | 459   | 450    | 459   | 438    | 433   | 400    | 385   | 370   | 532   | 516    | 466   | 428    | 406    |
| Häuser    | 72     |       |       |       |        |        | 81     |        |        | 85     | 84     |       | 82     |       |        |       | 83     |       |       |       | 81     |       | 85     |        |
| Quelle    | [ 10 ] | [ 2 ] | [ 2 ] | [ 2 ] | [ 15 ] | [ 16 ] | [ 17 ] | [ 18 ] | [ 19 ] | [ 20 ] | [ 21 ] | [ 2 ] | [ 22 ] | [ 2 ] | [ 23 ] | [ 2 ] | [ 24 ] | [ 2 ] | [ 2 ] | [ 2 ] | [ 25 ] | [ 2 ] | [ 11 ] | [ 26 ] |

Ort Azendorf
| Jahr      | 001809 | 001818 | 001861 | 001871 | 001885 | 001900 | 001925 | 001950 | 001961 | 001970 | 001987 |
| Einwohner | 135    | 134    | 215    | 220    | 248    | 224    | 216    | 284    | 258    | 232    | 189    |
| Häuser    |        | 33     |        |        | 42     | 41     | 44     | 43     | 47     |        | 49     |
| Quelle    | [ 27 ] | [ 10 ] | [ 15 ] | [ 17 ] | [ 20 ] | [ 22 ] | [ 24 ] | [ 25 ] | [ 11 ] | [ 26 ] | [ 1 ]  |

## Religion
Azendorf ist Sitz der Pfarrei St. Kilian, die seit der Reformation evangelisch-lutherisch ist.